# Aphelandra variegata
Aphelandra variegata är en akantusväxtart som beskrevs av Francisque Morel. Aphelandra variegata ingår i släktet Aphelandra och familjen akantusväxter. Inga underarter finns listade i Catalogue of Life.